# Die Wachskerze

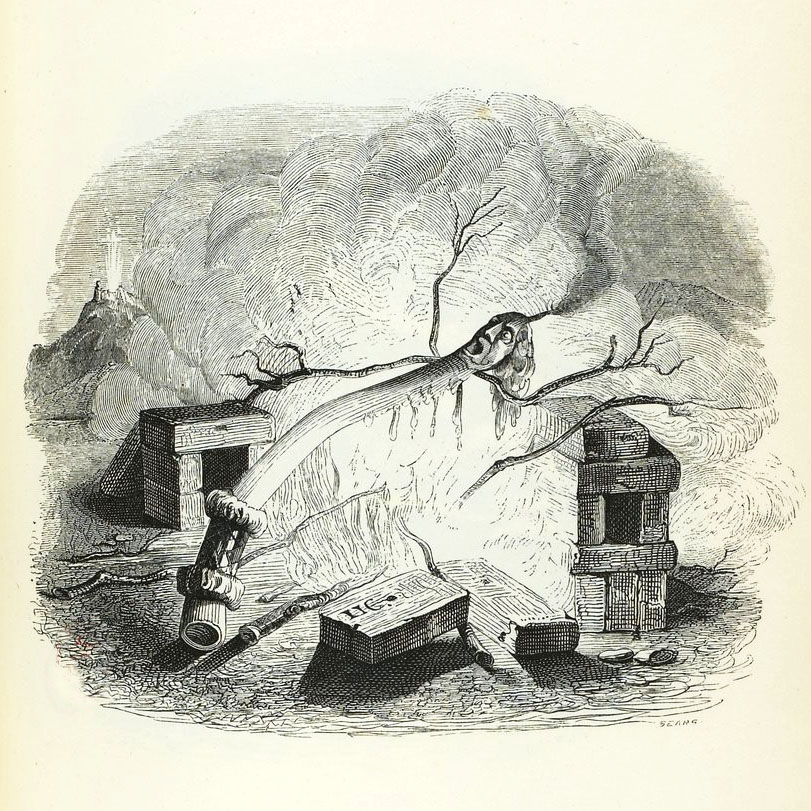
Le Cierge, Zeichnung von Grandville

Die Wachskerze (französisch: Le Cierge) ist die neunte Fabel des französischen Dichters Jean de La Fontaine aus dem zwölften Buch seiner Fabelsammlung, die 1678 zum ersten Mal veröffentlicht wurde.
La Fontaine arbeitete in Le Cierge das Thema einer altbekannten Fabel dichterisch und philosophisch auf. Eine Wachskerze beobachtete, dass die Glut des Feuers den Backsteinen nichts ausmacht, während sie selbst von der Flamme dahinschmilzt. Sie wünscht sich sehnsuchtsvoll, auch gehärtet zu werden und daher geht sie ins Feuer, und somit in den sicheren Tod. La Fontaine vergleicht die Kerze mit Empedokles und nimmt damit dem Tod des antiken Philosophen jede Würde und lässt ihn absurd erscheinen. Die Fabel ist ein zwar unverhohlener Angriff auf Empedokles, durch diesen Vergleich jedoch ein versteckter Angriff auf andere eingebildete Philosophen.

## Vorlage und Moral
Als Quelle gibt La Fontaine die lateinische Fabel mit dem Titel De cera duritiam appetente des italienischen Schriftstellers Laurentius Abstemius (ca. 1440–1508) an. Die Moral dieser antiken Fabel gab schon Äsop wie folgt wieder: Man soll nicht begehren, was einem nicht von Natur aus gegeben ist.

## Analyse
Das Gedicht beginnt mit einem Bild von Honig sammelnden Bienen vom Olymp. Hymettus war ein von den Dichtern gefeierter Berg in Attika, wo die Griechen ausgezeichneten Honig sammelten, so die Anmerkung von La Fontaine. Für Bienen ist jede Blume recht. Der Natur zu folgen hieß für La Fontaine also vor allem, der grenzenlosen Vielfalt treu zu sein, die man im eigenen Leben und dem sich verändernden Selbst findet. La Fontaines tragischer Held wird mit dem Philosophen Empedokles verglichen. Er nennt ihn „Wachs-Empedokles“ und merkt an, dass die Kerze zumindest versuchte, sich zu verbessern, aber sich nicht umbringen wollte. Mit dem Vers „n’était pas plus fou que l’autre“ [war nicht verrückter als die anderen] markiert er seinen verhohlenen Spott über andere, die sich einbilden, wahre Philosophen zu sein. Das Gedicht enthält keine implizite optische Vergleiche zwischen dem unbelebten Protagonisten und seinem menschlichen Gegenstück, stattdessen ist der Vergleich ein intellektueller. Der Denkprozess der Kerze, wird mit den Gedanken des Philosophen Empedokles verglichen, der die Geheimnisse des Vulkans Ätna nicht ergründen konnte und sich deshalb gereizt in den Krater stürzte. Der Selbstmord des Empedokles, wie La Fontaine selbst in einer Notiz mitteilte, war ein bewusster Akt der Eitelkeit. La Fontaines Schlussbemerkung in Le Cierge (Tout en tout est divers) widerspiegelt ein Thema aus Montaignes Essay De l’experience (III, 13): Wo Vernunft nicht zum Wissen führen kann, muss man sich auf Erfahrungen verlassen, von denen keine der anderen gleicht.

## Text
Die Bienen kamen vom Olymp. Auf luft’gen Wegen

Schwärmten die ersten, heißt’s, zum Berg Hymettus hin,

Setzten sich fest und schwelgten in

Den Schätzen, welche dort milde Zephire hegen.

Als jenem prächt’gen Bau der Himmelstöchter stracks

Man die Ambrosia nahm, die seine Zellen tragen,

Oder, um es auf Deutsch zu sagen,

Als man nur honigleeres Wachs

Im Bienenstocke fand, formte daraus man Kerzen.

’ne solche sah: durch Feuers Macht

Gehärtet trotzt die Erd’ als Ziegel, fest wie Erze,

Dem Zahn der Zeit. Das will auch sie; im Sehnsuchtsschmerze

Stürzt wie Empedokles, den in den Gluthenschacht

Gejagt sein eignes eitles Herze,

Sie gleichfalls sich hinein. Das war nicht wohl bedacht;

Kein Gran Philosophie wohnt doch in solcher Kerze.

Nichts gleicht dem Andern; laß von dem Gedanken ab,

Daß noch ein Wesen, das dir gleicht, auf Erden wandre.

Der Wachs-Empedokles springt in das Flammengrab;

Er war nicht dummer als der Andre.